# Харбинское сельское муниципальное образование
Харбинское сельское муниципальное образование — сельское поселение в Юстинском районе Калмыкии. Административный центр - посёлок Харба.

## География
Харбинское СМО расположено в восточной части Юстинского района и граничит:
- на востоке – с Астраханской областью;
- на юго-востоке – с Бергинским СМО;
- на юге – с Яшкульским районом (Молодёжненское СМО);
- на западе – с Эрдниевским и Юстинским СМО;
- на северо-западе – с Татальским СМО;
- на севере - с Цаганаманским СМО.

В рельефе территория Харбинского СМО выражена полого-волнистой равниной на морских верхнехвалынских отложениях с участками грядового рельефа и массивами перевеянных песков. Рельеф равнинный, представлен Прикаспийской низменностью. На территории СМО преобладают бурые полупустынные почвы. На территории СМО частично расположен федеральный заказник Харбинский.

### Гидрография
Поверхностная гидрографическая сеть отсутствует.

### Климат
Климат территории резко континентальный, сухой: лето жаркое и очень сухое, зима малоснежная, иногда с большими холодами, погода характеризуется крайней неустойчивостью. Температура воздуха имеет резко выраженный годовой ход. Средние температуры января отрицательные: от - 7 до – 9 С от – 10…- 12 С. Минимальная температура января – 35…-37 С. Самые низкие температуры опускаются до отметки -35 С. Средние температуры июля составляют от + 23,5 до + 25,5 С. Абсолютный максимум температуры в жаркие года достигает + 40 + 44 С. Среднегодовая температура составляет 8,6 С. Специфической особенностью территории являются засухи и суховеи. Число дней с указанными неблагоприятными природными явлениями может достигать 119 дней.

## Население
| 2002 | 2010 | 2011 | 2012 | 2013 | 2014 | 2015 |
| ---- | ---- | ---- | ---- | ---- | ---- | ---- |
| 575  | ↘538 | ↗539 | ↘521 | ↘513 | ↘497 | →497 |
| 2016 | 2017 | 2018 | 2019 | 2020 | 2021 |      |
| ↘487 | ↘484 | ↗494 | ↗504 | ↘496 | ↘495 |      |

Демографическая ситуация, сложившаяся в Харбинском СМО, имеет сложный характер. По состоянию на 1 января 2012 г. численность населения СМО составила 544 человек. Последние десятилетия в поселении наблюдается незначительная естественная убыль. Миграционный ситуация в Харбинском СМО нестабильна.

### Национальный состав
В СМО проживают представители 4 народов. Преобладают калмыки (87,5%), а также казахи (11,6%).

## Состав сельского поселения
| № | Населённый пункт | Тип населённого пункта          | Население |
| - | ---------------- | ------------------------------- | --------- |
| 1 | Харба            | посёлок, административный центр | ↘495      |

## Экономика
Сельское хозяйство является базовой отраслью специализации Харбинского СМО. В СМО действуют СПК "Харба", а также 16 КФХ и 55 ЛПХ. Все субъекты хозяйственной деятельности специализируются на животноводстве.

## Транспортная инфраструктура
По территории СМО проходят автомобильные дороги:
- Юста - Харба - Бергин;
- Чомпот - Харба.

Автодороги имеют гравийное покрытие.